# Rob Ford
Robert Bruce Ford (Etobicoke; 28 de mayo de 1969 - Toronto; 22 de marzo de 2016), conocido simplemente como Rob Ford, fue un político y empresario canadiense. Fue alcalde de Toronto desde 2010 hasta 2014, habiendo sido elegido como tal en las elecciones de 2010 y posesionado el primero de diciembre de ese año.
Antes de ser alcalde, Ford fue concejal por el distrito de Toronto de Etobicoke. Fue elegido por primera vez al concejo municipal en las elecciones municipales del año 2000, y fue reelegido a su curul en 2003 y nuevamente en 2006. Su hermano, Doug Ford, Jr., es primer ministro de Ontario y antes fue concejal de Toronto. El padre de Ford, Doug Ford Sr., también fue un político y fue miembro del Parlamento Provincial de Ontario. La familia de Ford es dueña de Deco Labels, una empresa multinacional de etiquetas e impresión con sede en Etobicoke.
El 22 de marzo de 2016 su familia anunciaba su fallecimiento en el hospital Monte Sinaí de Toronto a causa de un cáncer.

## Controversias
Durante su carrera política, Ford fue objeto de varias controversias laborales, personales y procesos judiciales, incluyendo un juicio por conflicto de intereses por el cual casi pierde su cargo.
En 2013, se convirtió en el objeto de alegaciones de abuso de sustancias, las cuales fueron reportadas en detalle por la prensa nacional e internacional. Estas alegaciones continuaron mientras se realizaba una investigación al Servicio Policial de Toronto que incluía al alcalde Ford. Estas alegaciones fueron admitidas eventualmente por Ford, quien dijo que consumió crack "probablemente en uno de mis estupores de borracho".
Luego de la controversia sobre la admisión de abuso de sustancias por parte de Ford y de más alegaciones de conducta inapropriada, el Concejo Municipal de Toronto votó el 15 de noviembre de 2013 para quitarle sus poderes de alcalde y entregárselos al subalcalde Norm Kelly por el resto del mandato de Ford. Una segunda moción fue aprobada el 18 de noviembre de 2013 por el concejo que resultó en incluso más poderes siendo quitados a Ford y asignados a Kelly.
El 1 de mayo de 2014 dejó la campaña electoral tras difundirse por parte de The Globe and Mail un video en el que fumaba una pipa de crack.